# Flemming Serritslev
Flemming Serritslev (Copenhague, 18 de fevereiro de 1947) é um ex-futebolista e treinador de futebol dinamarquês que atuava como meio-campista. Atualmente comanda a Seleção Fijiana.

## Carreira de jogador
Em clubes, Serritslev jogou apenas por Vejle (1966 a 1977) e Kolding (1978 a 1980), onde pendurou as chuteiras aos 33 anos. Com a camisa do Vejle, foram 267 jogos e 9 gols marcados, vencendo o Campeonato Dinamarquês em 1971 e 1972, além de 3 edições da Copa da Dinamarca.
Pela Seleção Dinamarquesa, disputou 3 jogos entre 1970 e 1976.

## Carreira como técnico
O primeiro clube de Serritslev como treinador foi o Ikast, entre 1981 e 1985. Treinou ainda Kolding, B 1909, Nasarawa United e Mes Kerman (times B e principal, este último como interino em 2011, além de ter sido diretor técnico), trabalhando também na seleção de seu país como auxiliar e treinador do time Sub-21. Ele ainda comandou a seleção Sub-21 da Armênia entre 2009 e 2010 e foi diretor-esportivo no Vejle em 2006.
Entre 2015 e 2018, treinou a seleção de Papua Nova Guiné, levando os Kapuls ao vice-campeonato da Copa das Nações da OFC de 2016. Desde 2020, Serritslev comanda a seleção de Fiji.

## Títulos

### Como jogador
Vejle
- Campeonato Dinamarquês: 1971,1972
- Copa da Dinamarca: 1971–72, 1974–75, 1976–77